# Аноприенко, Михаил Григорьевич
Михаи́л Григо́рьевич Аноприе́нко (21 ноября 1918 года, Свистовка, Курская губерния) — 23 января 1986, Куйбышев), участник Великой Отечественной войны, Герой Советского Союза,

## Биография
Родился в семье рабочего. Русский. Окончил среднюю школу в 1938 году. Призван в Красную Армию в том же году.
Участвовал в советско-финской войне. С началом Великой Отечественной войны на фронте. В 1942 году вступил в КПСС.
Командовал 2-й батареей 206-го истребительно-противотанкового артиллерийского полка, (20-я отдельная истребительно-противотанковая артиллерийская бригада РГК, 2-я гвардейская танковая армия, 1-й Белорусский фронт). 
Капитан Аноприенко отличился в боях за Берлин. 22 апреля 1945 года в бою за овладение вражеским опорным пунктом батарея уничтожила два орудия, три пулемёта, дзот, миномётная батарея. 1 мая 1945 года в ходе уличных боёв артиллерийская батарея, ведя огонь прямой наводкой, подавила опорный пункт противника, уничтожила большое количество вражеских солдат.
Указом Президиума Верховного Совета СССР от 31 мая 1945 года за образцовое выполнение боевых заданий командования на фронте борьбы с немецко-фашистскими захватчиками и проявленные при этом мужество и героизм капитану Аноприенко Михаилу Григорьевичу присвоено звание Героя Советского Союза с вручением ордена Ленина и медали «Золотая Звезда».
После окончания войны Аноприенко продолжил службу в армии. С 1958 года майор Михаил Аноприенко в запасе.
Жил и работал в Куйбышеве. Скончался 23 января 1986 года. Похоронен в Самаре на кладбище «Рубёжное».

## Награды
- Герой Советского Союза (№ 6785, 31.05.1945) — за образцовое выполнение боевых заданий командования на фронте борьбы с немецко-фашистскими захватчиками и проявленные при этом мужество и героизм;
- Орден Ленина (31.05.1945);
- Два ордена Красного Знамени;
- Орден Богдана Хмельницкого 3-й степени;
- Два ордена Отечественной войны 1-й степени;
- Орден Красной Звезды;
- медали.

## Память
В центре города Новый Оскол на Аллее Славы установлен памятный знак с портретом Героя.
В Самаре его имя увековечено на мемориальном знаке Героям в парке Металлургов.